# Comunità montana Versante Tirrenico Settentrionale
La Comunità montana Versante Tirrenico Settentrionale era una comunità montana della regione Calabria comprendente sette comuni della Provincia di Reggio Calabria. Con Legge Regionale n.25/2013 le Comunità Montane calabresi sono state soppresse e poste in liquidazione. Con delibera della Giunta Regionale n. 243 del 04/07/2013 sono stati nominati i Commissari liquidatori.
Parte del territorio della Comunità montana, in particolare dei comuni di Cinquefrondi, Cittanova e San Giorgio Morgeto, rientrava nell'area del Parco nazionale dell'Aspromonte.